# Panora
Panora is een plaats (city) in de Amerikaanse staat Iowa, en valt bestuurlijk gezien onder Guthrie County.

## Demografie
Bij de volkstelling in 2000 werd het aantal inwoners vastgesteld op 1175. In 2006 is het aantal inwoners door het United States Census Bureau geschat op 1187, een stijging van 12 (1,0%).

## Geografie
Volgens het United States Census Bureau beslaat de plaats een oppervlakte van 4,7 km², geheel bestaande uit land. Panora ligt op ongeveer 328 m boven zeeniveau.

## Plaatsen in de nabije omgeving
De onderstaande figuur toont nabijgelegen plaatsen in een straal van 20 km rond Panora.